# Wola Skrzydlańska
Wola Skrzydlańska – wieś w Polsce, położona w województwie małopolskim, w powiecie limanowskim, w gminie Dobra. W latach 1975–1998 miejscowość administracyjnie należała do województwa nowosądeckiego. Wieś należy do diecezji tarnowskiej.

## Położenie
Wola Skrzydlańska znajduje się w górnym obszarze źródliskowym Stradomki, pod północnymi zboczami Śnieżnicy. Przez wieś (w górnej części) przebiega linia kolejowa nr 104 (Chabówka – Nowy Sącz). Wieś położona na wysokości około 435–560 m n.p.m. Graniczy ze Skrzydlną, Przenoszą, Wierzbanową, Kasiną Wielką i Gruszowcem. Jest najmniejszą miejscowością gminy Dobra, liczy 362 mieszkańców (stan na styczeń 2019).
| SIMC    | Nazwa            | Rodzaj    |
| ------- | ---------------- | --------- |
| 0425060 | Duży las         | część wsi |
| 0425076 | Żwir             | część wsi |
| 0425082 | Dziura taka duża | część wsi |
| 0425099 | Las              | część wsi |
| 0425107 | Wielka Dziura    | część wsi |